# ريناتي جايجر
ريناتي جايجر (بالإنجليزية: Renate Jaeger)‏ (من مواليد 30 ديسمبر 1940) وهي محامية ألمانية وقاضية سابقة في المحكمة الأوروبية لحقوق الإنسان. انتهت مدة ولايتها في المحكمة في 30 ديسمبر 2010.

## حياتها
ولدت جايجر في دارمشتات ، وهي مدينة في ولاية هسن، ألمانيا ، ودرست القانون في جامعة كولونيا وجامعة لودفيغ ماكسيميليان في ميونخ وجامعة لوزان. في عام 1968 بعد أن اجتازت امتحان الدولة الألماني أصبحت قاضية في المحكمة الاجتماعية في دوسلدورف في شمال الراين-وستفاليا. هذه المحكمة من أدنى ثلاث محاكم تتعامل مع مسائل الضمان الاجتماعي بينما المحاكم العليا: (المحكمة الاجتماعية الاتحادية في ألمانيا).

## عملها
بين عامي 1970 و 1971 ، تم إعارة جايجر كمساعدى باحثى في البوندسيزيوجيريشت، وفي عام 1974 تمت ترقيتها في لاندسزوسيالجيرشت في الراين الشمالي-وستفاليا، وبقيت هناك حتى عام 1987. ومن عام 1976 إلى عام 1979 ، أعيدت مرة أخرى كمساعدة بحثية. ، هذه المرة إلى المحكمة الدستورية الألمانية وفي عام 1986 ، تمت ترقيتها إلى رئيس المحكمة وفي عام 1987 تم استدعاؤها للانضمام إلى المحكمة الدستورية الألمانية.
بالإضافة إلى كونها عضوة في المحكمة الاجتماعية الفيدرالية، تم تعيين جايجر في عام 1988 في المحكمة الدستورية الولائية في شمال الراين - ويستفاليا. من عام 1991 إلى عام 1994 ، أخذت محاضرة في جامعة مونستر. وفي 24 مارس 1994 ، تم تعيينها قاضية في المحكمة الدستورية الاتحادية في مجلس الشيوخ الأول. كما تم تعيينها ضابطة اتصال بين المحكمة ولجنة البندقية في أوروبا.
في 28 أبريل 2004 ، تم انتخاب جايجر من قبل الجمعية البرلمانية لمجلس أوروبا لتكون قاضية في المحكمة الأوروبية لحقوق الإنسان، ومقرها فيستراسبورغ، فرنسا. اعتبارا من 1 نوفمبر من ذلك العام. وفي 14 تشرين الأول / أكتوبر، حصلت على درجة الدكتوراه الفخرية من جامعة مونستر ، ومنحت هذا الخريف وسام استحقاق جمهورية ألمانيا الاتحادية. وقد خلفت في المحكمة الدستورية الاتحادية راينهارد جاير. في 2 يوليو 2009 ، تم انتخابها نائبة لرئيس أحد أقسام المحكمة. انتهت فترة عملها في المحكمة في 30 ديسمبر 2010 ، وخلفها أنجيليكا نوسبيرجر.

## أعمال خيرية
كانت جايجر عضوة في مجلس أمناء "Aktion Deutschland Hilft". وهو تحالف من منظمات المساعدات الطارئة الألمانية.

## روابط خارجية
- ريناتي جايجر على موقع مونزينجر (الألمانية)